# Conferencia islámica internacional del sunismo en Grozni

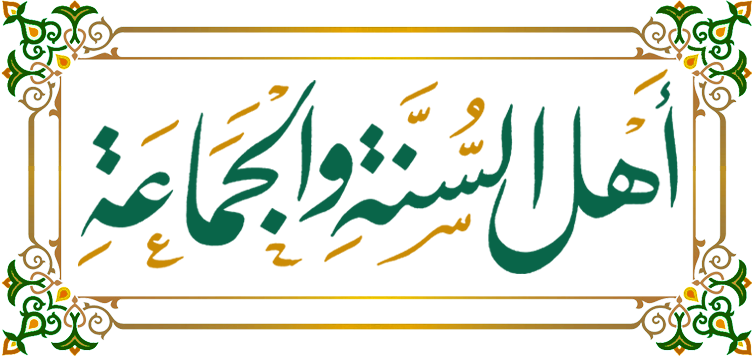
Tipografía de la frase Ahl As-sunnah Wa l-jamā'ah

Con el fin de definir a las gentes del sunnismo y de la comunidad musulmana suní ha tenido lugar una conferencia en Grozny (la capital de Chechenia) del 25 al 27 de agosto de 2016 en el marco del crecimiento del terrorismo wahabí takfiri en diversas partes del mundo.
En la conferencia tomaron parte 200 ulemas, dignatarios religiosos, doctores coránicos, pensadores y predicadores islámicos de todas partes del mundo, de Egipto, Siria, Líbano, Jordania, Yemen, Marruecos, Kuwait, Sudán, India, Indonesia, Malaysia, Sudáfrica y Europa.
En la declaración final del evento, se proclamó que el wahabismo salafista “no forma parte del sunismo”, sino que es una “deformación que conduce al extremismo y al terrorismo”. Por ello, se insta a un “cambio radical para restablecer el verdadero sentido del sunismo”, expresaron los presentes.

## Participantes de la Conferencia
Entre los presentes se encontraban importantes personalidades del mundo islámico como el Gran Imán de al-Azhar, Ahmed al-Tayyeb; el Gran Mufti de Egipto, Sheij Shawki Allam; el consejero del presidente egipcio, Sheij Usama al-Azhari; el ex Gran Mufti de Egipto, Ali Gomaa; el Gran Mufti de Damasco, Sheij Abdul Fattah al-Besm; el predicador yemení Ali al-Jafri; y muchos otros.

## Motivo de la Conferencia
El objetivo del encuentro fue tratar de definir la identidad “del pueblo del sunismo y de la comunidad sunita”, ante el crecimiento del terrorismo takfirista-wahabita, que tiene la pretensión de representar el islam, y que sobre todo, quiere afirmarse como el representante legítimo del sunismo.
El presidente checheno, Ramzán Kadýrov, cuyo país fue el anfitrión de la Conferencia sobre la Gente del Sunnismo ha afirmado que “los musulmanes sufren la presencia de los jariyíes de este siglo” en alusión a una secta extremista que se rebeló después de la muerte del Profeta Mahoma.
“La Conferencia del Sunnismo y la comunidad sunní, que provocó la ira de Arabia Saudí, se celebró con el propósito de combatir a los jariyíes de este siglo”, manifestó a la cadena CBC Egypt en árabe.
El presidente checheno subrayó que “muchos musulmanes se han dejado seducir por los jariyíes de hoy en día” y “aspiramos a proteger a la nueva generación para que no se deje arrastrar por los jariyíes”.
“La Conferencia de las Gentes del Sunnismo y la Comunidad sunní no tiene nada que ver con el presidente Vladimir Putin. Somos musulmanes y servidores del Islam”, dijo Kadirov, respondiendo así a algunas personalidades saudíes, según las cuales esta conferencia estuvo patrocinada por Rusia e Irán.
Él recordó que “estamos determinados a erradicar a los jariyíes de este siglo (los wahabíes)”.

## Conclusiones y recomendaciones de la Conferencia
En el comunicado final, los participantes precisaron que “las personas del sunismo y aquellos que pertenecen a la comunidad sunita son los asharíes (Ash'ariyyah) y los maturidíes (Maturidiyyah),  tanto a nivel doctrinario como en relación a las cuatro escuelas de la jurisprudencia sunita y también los sufís, tanto a nivel de conocimiento como en lo referido a la moral y a la ética”. 
De este modo, esta conferencia excluyó al wahabismo salafista de la doctrina del Sunnismo y del marco de la comunidad suní.
Los participantes en la conferencia señalaron que esta decisión supone “un cambio radical y necesario para poder restablecer el verdadero sentido del Sunnismo, dado que este concepto ha sufrido una peligrosa deformación tras los esfuerzos de los extremistas para vaciarlo de contenido y reducirlo a su percepción”. Esta es una alusión clara a los grupos takfiris y wahabíes que son apoyados por Arabia Saudí.
El Gran Imam de al-Azhar, Ahmed al-Tayyeb, pidió una reforma del Islam “para excluir las interpretaciones fundamentalistas y sus conceptos falsos, ambiguos y violentos”. Se hicieron también propuestas y se tomaron decisiones como crear una cadena televisiva en Rusia (alternativa a Al Jazeera),  “haga llegar un mensaje verdadero del Islam y de lucha contra el extremismo y el terrorismo”. 
También aprobaron el establecimiento de un centro científico en Chechenia para estudiar a los grupos contemporáneos y sus principios y para crear una base de datos fiables que permita refutar y criticar de manera científica el pensamiento extremista”. Los participantes han sugerido que este centro podría llevar el nombre de Tabsir.
La conferencia ha subrayado la necesidad de “volver a las escuelas de gran conocimiento” en alusión a las instituciones religiosas como Al-Azhar (Egipto), la Qarawiyyin (Marruecos), la Zaytuna (Túnez), y la Hadermouth (Yemen) etc. Estas instituciones deben ofrecer becas para los que se interesan por los estudios islámicos y así contrarrestar los financiamientos de Arabia Saudita en este campo.
En este sentido, la conferencia ha excluido a las instituciones religiosas saudíes, en particular la Universidad Islámica de Medina.